# Oswald Pohl
Oswald Ludwig Pohl (30. června 1892 Duisburg-Ruhrort – 8. června 1951 Landsberg am Lech) byl německý nacistický důstojník a člen SS v hodnosti Obergruppenführer. Během druhé světové války se podílel na správě koncentračních táborů. Po skončení války se skrýval, ale už v roce 1946 byl zadržen a následující rok stanul před americkým soudem za válečné zločiny a zločiny proti lidskosti. V roce 1951 byl popraven oběšením.

## Život
Narodil se do rodiny kováře Hermanna Otto Emila Pohla a jeho ženy Auguste Pohl (rozené Seifert) jako páté z osmi dětí. V roce 1912 se stal plavčíkem u Kaiserliche Marine. Za 1. světové války sloužil v oblasti Baltského moře a při pobřeží Vlámska. Navštěvoval námořnickou školu a 1. dubna 1918 se stal vojenským pokladníkem. 30. října stejného roku se oženil.
Po skončení války navštěvoval kurzy na obchodní škole a začal studovat právo na Univerzitě Christiana Alberta v Kielu. Brzy však odešel a stal se opět pokladníkem, tentokrát u Freikorps "Brigade Löwenfeld", působícím v Berlíně, Horním Slezsku a povodí Rúru. V roce 1920 byl, stejně jako mnoho mladých zapletených do Kappova puče, přijat do nového námořnictva Výmarské republiky Reichsmarine.

### SS
V roce 1925 se Pohl stal členem SA, o rok později 22. února 1926, vstoupil jako člen #30842 do NSDAP. Někdy během roku 1929 se Pohl stal členem SS. V roce 1933 se setkal s Heinrichem Himmlerem a stal se jeho chráněncem. Byl jmenován do funkce náčelníka oddělení správy ve štábu říšského vůdce SS a získal hodnost SS-Standartenführer. Tak začal ovlivňovat správu koncentračních táborů.

## Vyznamenání
- Železný kříž, II. stupně
- Čestný prýmek starého bojovníka
- Kříž cti , s meči
- Sportovní odznak SA, bronzový
- Říšský sportovní odznak, ve zlatě
- Válečný záslužný kříž, I. třída s meči
- Válečný záslužný kříž, II. třída s meči
- Válečný záslužný kříž, rytířský kříž s meči (10.10.1944)
- Německý kříž , ve stříbře (30.06.1943)
- Zlatý stranický odznak
- |  Služební vyznamenání NSDAP, II. stupeň-stříbrný, III. stupeň-bronzový
- SS-Ehrenring
- Čestná šavle Reichsführera SS

údaje použity z: ruská Wikipedie-Поль, Освальд/Награды